# Łukasz Grys
Łukasz Grys (ur. 3 marca 1987) – polski koszykarz występujący w latach 2005-2008 w PLK w barwach Unii Tarnów oraz AZS Koszalin.
Wychowanek Unii Tarnów. W tym zespole występował w latach 2005-2007 w rozgrywkach Dominet Bank Ekstraligi. Do koszalińskiego zespołu przybył latem 2008 roku. Zawodnik jednak prawie wcale nie grał i na początku grudnia 2008 został zwolniony. Obecnie gra w II-ligowej Unii Tarnów.

## Przebieg kariery
- 2001-2007 Unia Tarnów (POL)
- 2008-2009 AZS Koszalin (POL)
- 2008-2009 Resovia Rzeszów (POL)
- 2009-2010 Unia Tarnów (POL)